# Scottish Open 1993
Die Scottish Open 1993 im Badminton fanden vom 25. bis zum 28. November 1993 in der Kelvin Hall in Glasgow statt. Das Turnier als 1-Sterne-Turnier in der Grand-Prix-Wertung eingestuft.

## Medaillengewinner
| Disziplin    | Gold                               | Silber                                    | Bronze                             |
| ------------ | ---------------------------------- | ----------------------------------------- | ---------------------------------- |
| Herreneinzel | Steve Butler                       | Thomas Stuer-Lauridsen                    | Tomas Johansson                    |
| Herreneinzel | Steve Butler                       | Thomas Stuer-Lauridsen                    | Hans Sperre jr.                    |
| Dameneinzel  | Camilla Martin                     | Denyse Julien                             | Jennifer Williamson                |
| Dameneinzel  | Camilla Martin                     | Denyse Julien                             | Pernille Nedergaard                |
| Herrendoppel | Jon Holst-Christensen Thomas Lund  | Sergey Melnikov Nikolai Sujew             | Chris Hunt Nick Ponting            |
| Herrendoppel | Jon Holst-Christensen Thomas Lund  | Sergey Melnikov Nikolai Sujew             | Thomas Damgaard Jan Jørgensen      |
| Damendoppel  | Lotte Olsen Lisbet Stuer-Lauridsen | Marlene Thomsen Anne Mette Bille          | Helene Kirkegaard Rikke Olsen      |
| Damendoppel  | Lotte Olsen Lisbet Stuer-Lauridsen | Marlene Thomsen Anne Mette Bille          | Gillian Clark Joanne Goode         |
| Mixed        | Thomas Lund Catrine Bengtsson      | Jon Holst-Christensen Pernille Nedergaard | Christian Jakobsen Marlene Thomsen |
| Mixed        | Thomas Lund Catrine Bengtsson      | Jon Holst-Christensen Pernille Nedergaard | Michael Søgaard Gillian Gowers     |